# Freno de disco

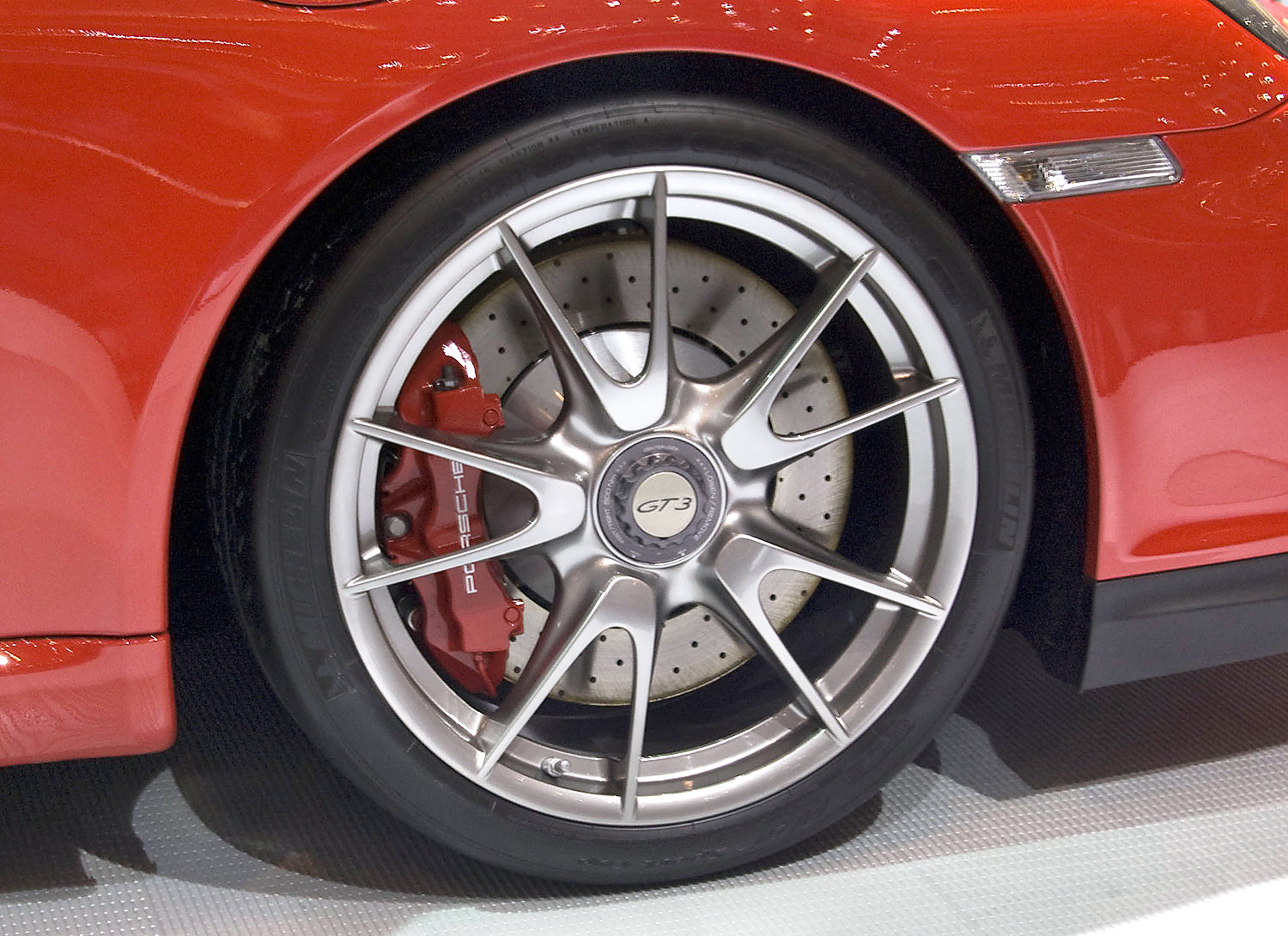
En los automóviles, los frenos de disco suelen encontrarse dentro de las ruedas.

El freno de disco es un sistema de frenado usado normalmente para ruedas de vehículos, en el cual una parte móvil (el disco) solidario con la rueda que gira o el eje que gira es sometido al rozamiento de unas superficies de alto coeficiente de fricción (las pastillas) que ejercen sobre ellos una fuerza suficiente como para transformar toda o parte de la energía cinética del vehículo en movimiento, en calor, hasta detenerlo o reducir su velocidad, según sea el caso. Esta inmensa cantidad de calor ha de ser evacuada de alguna manera, y lo más rápidamente posible. El mecanismo es similar en esto al freno de tambor, con la diferencia de que la superficie de frenado es menor pero la evacuación del calor al ambiente es mucho mejor, compensando ampliamente la menor superficie de frenado.

## Historia
El ingeniero británico Frederick Lanchester inventó el freno de disco, para el que obtuvo una patente en 1902. Sin embargo, todavía se necesitarían algunas décadas para que el freno de disco se convirtiera en una característica establecida.
El primer uso exitoso en un automóvil con frenos de disco fue en el Jaguar C-Type en 1953. El equipo de carreras Jaguar Cars ganó las 24 Horas de Le Mans de 1953 utilizando autos equipados con frenos de disco y gran parte del crédito se le dio al rendimiento superior de los frenos de disco sobre los rivales equipados con frenos de tambor.
El primer uso del freno de disco moderno en producción en serie fue en 1955, en el Citroën DS, que incluía frenos de disco delanteros tipo pinza montados cerca de la caja de cambios, los cuales eran impulsados por el sistema hidráulico central del auto. Este modelo llegó a vender aproximadamente 1 500 000 unidades a lo largo de sus 20 años de producción, con la misma configuración de frenos.
En el mundo de las dos ruedas, la primera motocicleta de producción en serie con freno de disco fue la Honda CB750 Four de 1969, considerada una de las motos más importantes de la historia, por las innovaciones que introdujo al mundo del motociclismo.
En 1972, Shimano lanzó al mercado la primera bicicleta con frenos de disco en el modelo Shimano B700. El sistema era mecánico y accionado por un cable bowden. En 1975 se puso a la venta el Shimano BC300, una bicicleta con frenos de disco hidráulico.
En la actualidad los frenos de disco han sido introducidos en el eje delantero de prácticamente la totalidad de los vehículos, si bien se siguen utilizando los frenos de tambor en el eje trasero en las gamas bajas, como forma de reducir costos y simplificar el funcionamiento del freno de mano. Dado que la mayoría del esfuerzo de frenada se produce en el eje delantero, esta solución ofrece un compromiso razonable entre costo y seguridad. No obstante, en automóviles deportivos de altas prestaciones y algunos autos de lujo, se ofrece la opción de equipar a los vehículos con freno de disco a las 4 ruedas, con el fin de hacer más eficiente el frenado y de igual forma se ofrecen kits de conversión a frenos de disco a los ejes traseros.[cita requerida]

## Mecanismo y componentes
El líquido de frenos circula por el circuito hidráulico hasta presionar el pistón y empujar la pastilla de freno contra el disco (azul). La presión contra el disco de la pastilla que se desplaza con el pistón, empuja la otra pastilla contra el disco. El rozamiento entre las pastillas y el disco frena la rueda.

Sistema de frenado de un solo pistón:
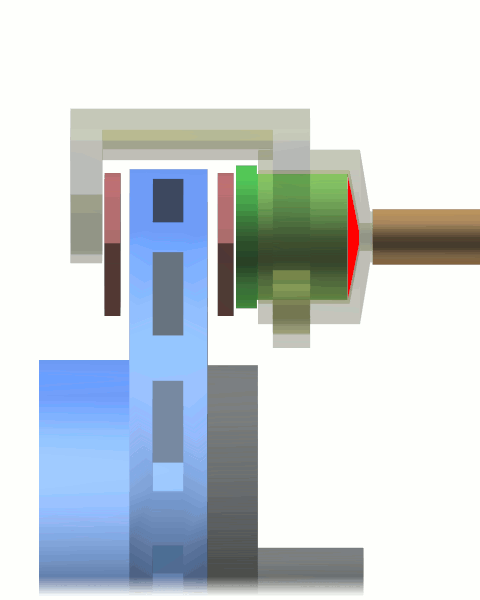
Disco libre para rotar
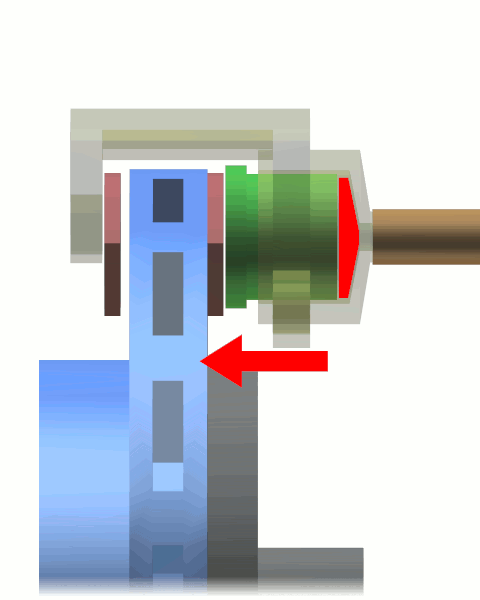
La pastilla interior presiona el disco
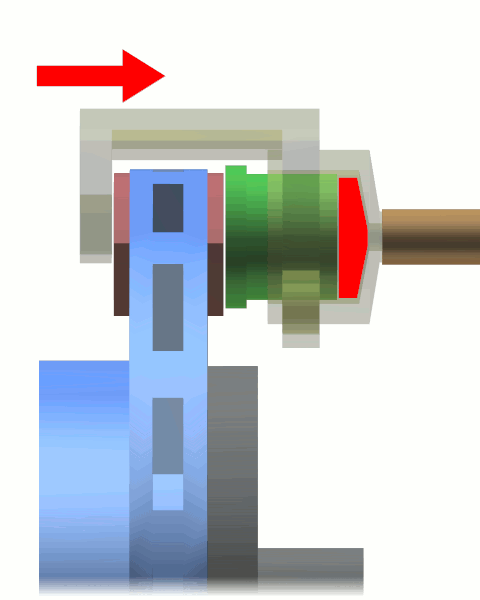
La otra pastilla presiona el disco

### Discos

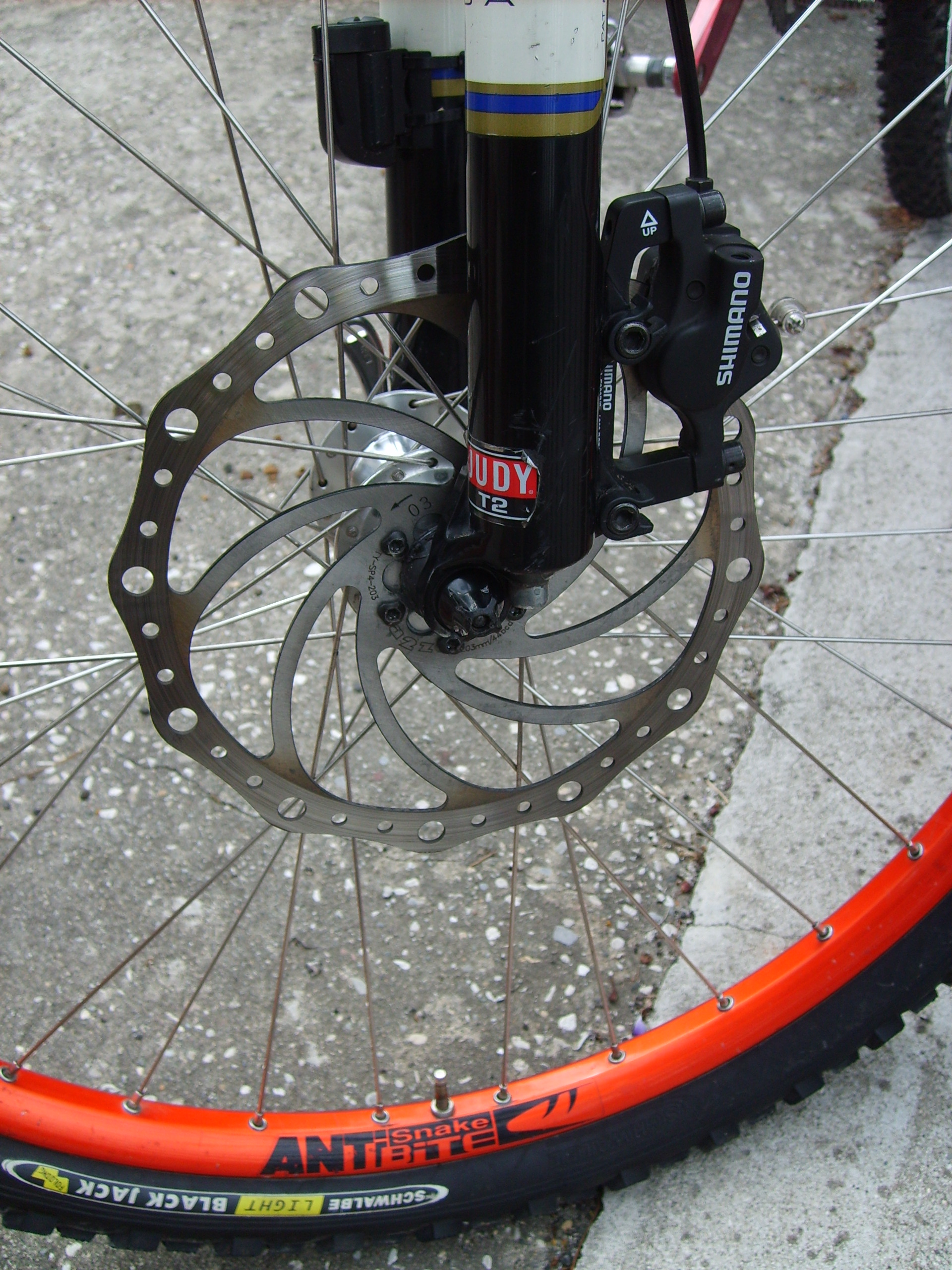
Freno de disco de una bicicleta.

Existen diferentes tipos de discos de freno. Algunos son de fundición mientras que otros de acero u otros materiales más innovadores como materiales cerámicos. Por otra parte, algunos están rayados en la superficie (denominados discos rayados) o tienen agujeros que los atraviesan radial (discos ventilados) o axialmente (discos perforados). Estos agujeros y líneas ayudan a evacuar el calor producido en la frenada, y pueden combinarse, obteniendo discos más complejos, pero mejorando la capacidad de frenado.

### Mordazas (calipers) o pinzas

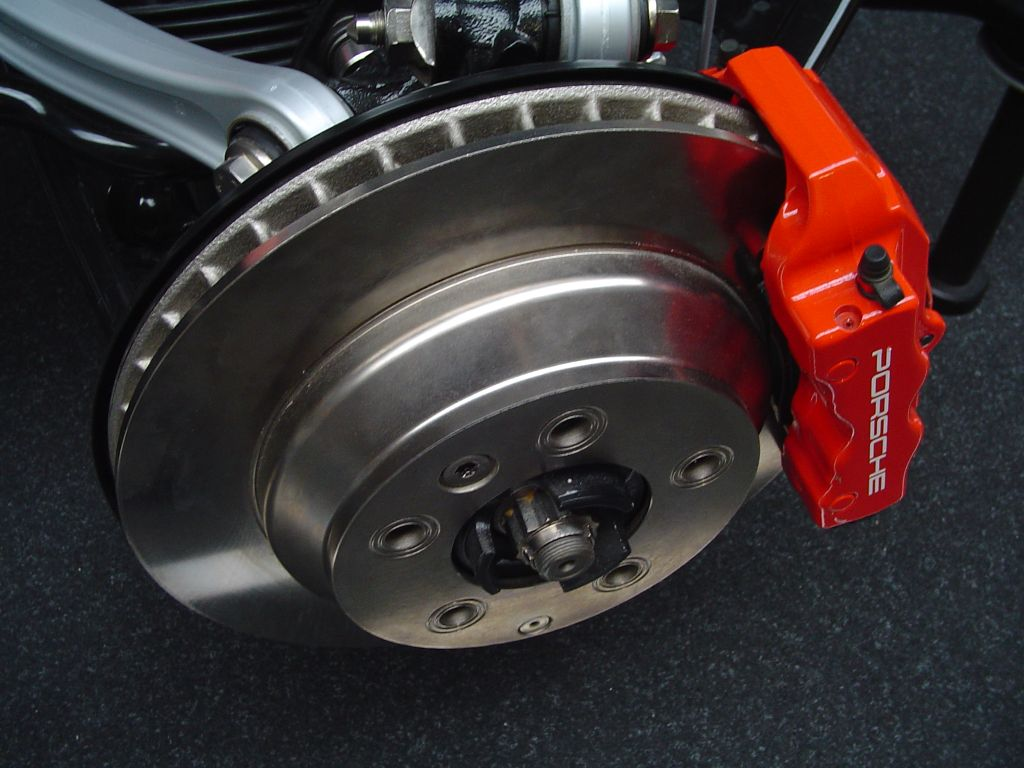
En rojo el caliper, pinza o mordaza.

La mordaza, pinza o caliper es el soporte de las pastillas y los pistones de freno. Los pistones están generalmente hechos de hierro dulce y luego son recubiertos por un cromado. Hay dos tipos de mordazas: flotantes o fijas. Las fijas no se mueven, en relación con el disco de freno, y utilizan uno o más pares de pistones. De este modo, al accionarse, presionan las pastillas a ambos lados del disco. En general son más complejas y costosas que las mordazas flotantes. Las mordazas flotantes, también denominadas "mordazas deslizantes", se mueven en relación con el disco; un pistón a uno de los lados empuja la pastilla hasta que esta hace contacto con la superficie del disco, haciendo que la mordaza y con ella la pastilla de freno interior se desplacen. De este modo la presión es aplicada a ambos lados del disco y se logra la acción de frenado.
Las mordazas flotantes pueden fallar debido al enclavamieto de la mordaza. Esto puede ocurrir por suciedad o corrosión, cuando el vehículo no es utilizado durante tiempos prolongados. Si esto sucede, la pastilla de freno de la mordaza hará fricción con el disco aun cuando el freno no esté siendo utilizado, ocasionando un desgaste acelerado de la pastilla y una reducción en el rendimiento del combustible, junto con una pérdida de la capacidad de frenado debida al recalentamiento del respectivo conjunto de frenado provocando además desequilibrio en el frenado, ya que la rueda con freno recalentado frenará menos.

### Posición de montaje
Los discos de freno van típicamente montados de manera solidaria con el buje de la rueda, aunque de manera muy minoritaria algunos fabricantes han optado por montajes sobre el exterior de la llanta (su perímetro), recibiendo esta opción el nombre de frenos perimetrales.

### Pistones
Los pistones cuentan con una fijación que va alrededor y sellos que impiden el escape de la presión ejercida por el líquido de frenos, a través del cual son accionados. La mordaza lleva un conducto por el cual entra el líquido de frenos y eso hace que la mordaza empuje la pastilla contra el disco y, a la vez, que se corra la mordaza para frenar con ambas y se logre hacer uniforme el frenado y el desgaste.

### Pastillas de freno
Las pastillas están diseñadas para producir una alta fricción con el disco. El material del que estén compuestas determinara la duración, potencia de frenado y su comportamiento en condiciones adversas. Deben ser reemplazadas regularmente, y muchas están equipadas con un sensor que alerta al piloto cuando es necesario hacerlo. Algunas tienen una pieza de metal que provoca que suene un chillido cuando están a punto de gastarse, mientras que otras llevan un material que cierra un circuito eléctrico que hace que se ilumine un testigo en el cuadro del piloto.
Hasta la entrada del nuevo siglo las pastillas contenían asbesto, que ha sido prohibido a mediados y fines del 2000, 2001 dependiendo del país, por resultar cancerígeno. Por lo tanto, al trabajar con vehículos antiguos se debe tener en cuenta que no se debe inhalar el polvo de asbesto que pueda estar depositado en las inmediaciones de los elementos de frenada. Inhalar el polvo de asbesto conduce a una enfermedad sin cura llamada asbestosis.

#### Tipos
- Cerámicas: Están compuestas por cerámica y fibra de cobre, lo que permite que las pastillas de este tipo controlen la tendencia del freno a perder potencia a temperaturas más altas y se recuperen de manera más rápida luego de detener el vehículo o móvil del disco.
- Orgánicas: Están compuestas por materiales comunes como maderas y algunos con el grafito, resinas, fibras. estas son de una inmejorable calidad y adherencia al frenar, generan menos calor que las metálicas y este tipo de pastillas necesita un rodaje en los primeros kilómetros.
- Semimetálicas o metálicas: Están compuestas por materiales de fricción como el hierro, ya que la fricción en condiciones de seco y mojado no varían demasiado, por lo que tiene mejor frenada en condiciones de mojado que los otros tipos de pastilla. La duración es muy elevada, llegando a alcanzar los 15 000 km (9300 millas). El calor desprendido es mucho mayor que los otros tipos.

## Daños en los discos de freno
Los discos pueden sufrir diferentes daños: alabeo, rayado, rotura y cristalización.

### Alabeo
El alabeo se produce por un sobrecalentamiento de la superficie de frenado que provoca una deformación en el disco. Esto provoca vibraciones en la frenada y una disminución en la potencia de frenado. El alabeo puede ser prevenido con un manejo menos exigente con los frenos, aprovechando el freno motor con un uso inteligente de la caja de cambios para reducir la carga del freno de servicio. Pisar el freno continuamente provoca una gran cantidad de calor, por lo que debe evitarse para verificar se mide con micrómetro (el espesor) y con un reloj comparador (para medir la deformación).

### Rotura
La rotura está en todos los tipos de discos, en los que pueden aparecer grietas entre los agujeros para los ventilados y súper ventilados, así como grietas en la superficie de fricción que tiene el disco.

### Rayado
Es producido cuando las pastillas de freno no están bien instaladas o son de material más duro que el material proveniente de los discos, esto al frenar provoca un rayado en el cual hace que el disco, en la superficie de fricción se deforme. La solución para este problema es el rectificado de ambos discos. Pero a veces es a causa de la mala instalación de ese sistema.

### Cristalización
Las pastillas se cristalizan cuando, al momento de frenar, el material de fricción del disco con las pastillas generan una mayor temperatura, por ejemplo: al frenar desembragado en la bajada de una cuesta y, a su vez, generan que la resina que contiene el material de fricción se haga líquida y suba a la superficie formando una capa que evita el rozamiento y la abrasión entre ambos objetos, provocando que el disco o la pastilla se deterioren, quedando la pastilla con un brillo en la superficie y con textura ultra dura y el disco en cambio de un color azulado, pudiendo aparecer micro fisuras a raíz de dicha cristalización. Para este daño hay que reemplazar el disco o la pastilla de freno por uno nuevo. Sin embargo esta peligrosa práctica puede dejar al vehículo sin frenos, ya que puede causar el "desvanecimiento" de estos, es decir la pérdida momentánea de gran parte o la totalidad de la capacidad de frenado en tanto los frenos no se enfríen.  Este percance puede sucederle a quien ignore la teoría de la frenada, la que podría resumirse así: para poder cumplir su cometido los sistemas de freno tienen que ejecutar dos funciones, la primera es convertir la energía cinética, es decir la que posee todo vehículo en movimiento, en otra forma de energía que pueda ser sacada del móvil, causando la reducción de la velocidad o la detención en caso necesario, en la mayoría de los casos la energía cinética es convertida en calor por medio del roce entre zapatas y tambores o entre discos y pastillas. La segunda función es la de disipar el calor producido por el roce antes mencionado en el medio ambiente, por lo tanto puede decirse que la capacidad de los frenos está limitada por la cantidad de calor que puedan disipar al medio ambiente, también es necesario saber que con cada frenada se reduce momentáneamente la capacidad de frenado, razón por la cual los frenos deben usarse lo estrictamente necesario y nunca para ir "aguantando" o refrenando un vehículo en el descenso de una larga o empinada cuesta, cuestión que podría resultar fatal, no solamente para el piloto y sus acompañantes, sino que también para muchas otras personas. La "cristalización" de zapatas y pastillas es una evidencia concluyente de que los frenos fueron abusados y por lo tanto recalentados.[cita requerida]